# Президент-Отель
«Президент-Отель» — одна из крупнейших гостиниц Москвы, расположенная на улице Большая Якиманка. Построена в начале 1980-х годов, открыта в 1983 году под названием «Октябрьская» и предназначалась для обеспечения внешнеполитической деятельности руководства ЦК КПСС и высших органов государственной власти. В настоящее время входит в ФГУП «Гостиничный комплекс „Президент-Отель“» Управления делами Президента РФ.

## История создания
Здание гостиницы построено в 1982—1983 годах на территории бывшей Голутвинской слободы по проекту архитекторов Д. И. Бурдина, В. Г. Тальковского, И. А. Дьяченко.
Здание вместе с прилегающим участком заняло два квартала Голутвинской слободы, в каждом из которых стояло по полтора десятка домов от одного до четырёх этажей. К числу снесённых домов принадлежал четырёхэтажный дом бесплатных квартир Московского Купеческого общества, который стоял на красной линии Якиманки между ныне не существующим 2-м Голутвинским и Земским (Сорокоумовским) переулками. В советские времена это здание занимало Министерство строительства в районах Дальнего Востока и Забайкалья.
До 1991 года гостиница носила название «Октябрьская».
Во время президентских выборов 1996 года в здании располагался предвыборный штаб Б. Н. Ельцина.

## Современность
В отеле 204 номера различных категорий (стандарт, делюкс, полулюкс и люкс). Имеется два ресторана и лобби-бар, работает оздоровительный комплекс, медпункт и дантист.
Здание отеля традиционно является местом проведения встреч глав государств и правительств, международных форумов, конгрессов, конференций и других мероприятий. Гостиница располагает 16 залами различной вместимости (от 10 до 500 человек) для проведения мероприятий.
С верхних этажей гостиницы открывается панорамный вид на центральную часть города.
13 января 2022 года в отеле при замене служебного лифта погибли два человека.

## Оценки
По мнению москвоведа Ольги Шмидт, несмотря на то, что «авторы попытались придать объёму пластичность, сделав фасады волнистыми» и попытались связать здание гостиницы «с образом Замоскворечья, применив традиционное красно-белое цветовое сочетание», из этих попыток «мало что получилось»: «Огромное и массивное, островом стоящее на обширном огороженном участке, здание остается замкнутым и отчужденным от окружения — как по функции, так и по форме».
Аналогично, Борис Арсеньев говорит о том, что «сложная пластика фасадов, мансарды, традиционная для московского зодчества красно-белая гамма не сделали сооружение „своим“ на Большой Якиманке, пока сама улица не была основательно перекроена».

## Галерея
- Церковь Святого Николая в Голутвине на фоне «Президент-Отеля» (2009)
- Вид на «Президент-Отель» с Большой Якиманки (2016)
- В холле отеля во время общего собрания акционеров ГМК «Норильский никель» (2016)